# Metin Kaplan
Muhammed Metin Kaplan (Erzurum, 14 november 1952) is een moslimfundamentalist, die Kalief van Keulen was en in 2004 door Duitsland aan Turkije werd uitgeleverd.
Metin Kaplan is afkomstig uit de Oost-Turkse provincie Erzurum en woonde vanaf 1983 in Duitsland. Vanaf 1992 genoot hij in Duitsland politiek asiel. In 1995 volgde hij zijn vader Cemaleddin Kaplan op als voorzitter van de islamistische organisatie Kalifaatstaat. In 1996 riep hij op tot moord op zijn tegenkalief van Berlijn, Ibrahim Sofu. Toen deze in 1997 daadwerkelijk vermoord werd begon Duitsland aan een juridische procedure om Metin Kaplan uit te zetten. In 2004 werd hij aan Turkije uitgeleverd waar hij wegens hoogverraad tot levenslang is veroordeeld.